# Andropolia submissa
Andropolia submissa är en fjärilsart som beskrevs av Smith 1911. Andropolia submissa ingår i släktet Andropolia och familjen nattflyn. Inga underarter finns listade i Catalogue of Life.